# Jernar Tschimbajew
Jernar Sadituly Tschimbajew (kasachisch Ернар Садитұлы Чимбаев, russisch Ернар Садитович Чимбаев Jernar Saditowitsch Tschimbajew, englische Transkription: Ernar Chimbaev; * 13. April 1988) ist ein kasachischer Billardspieler aus Almaty, der in der Billardvariante Russisches Billard antritt.
Er wurde zweimal Weltmeister – 2010 in der Disziplin Kombinierte Pyramide und 2021 in der Freien Pyramide. 2015 wurde er Vizeweltmeister in der Freien Pyramide.

## Karriere

### 2007–2012: Anfänge und Weltmeistertitel
Ab 2007 nahm Tschimbajew regelmäßig an den Asian Open teil, schied dort aber stets frühzeitig aus. Im Februar 2008 folgte seine erste Teilnahme an einer Weltmeisterschaft, der Kombinierte-Pyramide-WM in Almaty, bei der er jedoch sieglos in der Vorrunde ausschied.
Bei der WM 2009 gelang ihm zwar ein Sieg, nach zwei Niederlagen war aber erneut in der Vorrunde Schluss. Auch bei den Asian Open 2009 und beim Kremlin Cup folgte das Vorrundenaus.
Im Februar 2010 gelang Tschimbajew bei der Kombinierte-Pyramide-WM erstmals der Einzug in die Endrunde. Anschließend besiegte er unter anderem Andrei Freise, Arnal Ormokejew und Ikram Achmetow und wurde durch einen 6:2-Finalsieg gegen Kanybek Sagynbajew überraschend Weltmeister. Nach Älichan Qaranejew und Äujes Jeljubajew war er der dritte kasachische Weltmeister dieser Disziplin in Folge. Auch bei weiteren Turnieren des Jahres gelangen ihm bessere Ergebnisse, so gelangte er beim Turnier Billardstars in Astana ins Viertelfinale und bei den Asian Open ins Achtelfinale. Beim Kremlin Cup war er im Achtelfinale gesetzt und verlor dort gegen Wladislaw Osminin. Ende des Jahres spielte er in Willingen bei der Weltmeisterschaft in der Freien Pyramide mit und schied nach zwei Niederlagen in drei Vorrundenspielen aus.
Anfang 2011 gelangte Tschimbajew bei der Kombinierte-Pyramide-WM ins Achtelfinale, in dem sich der Titelverteidiger dem späteren Weltmeister Nikita Liwada mit 2:5 geschlagen geben musste. Nachdem er unter anderem das Viertelfinale beim Gouverneurspokal in Kemerowo erreicht hatte, schied er bei den Asian Open 2011 in der Vorrunde aus. Bei der Freie-Pyramide-WM erreichte er die Runde der letzten 64. In der gleichen Runde scheiterte er beim Kremlin Cup. Beim Champions Cup, einem Einladungsturnier mit 16 Teilnehmern, folgte eine Erstrundenniederlage.
Im Januar 2012 zog Tschimbajew in der Disziplin Kombinierte Pyramide erstmals ins Finale einer kasachischen Meisterschaft ein und verlor mit 4:5 gegen Asat Tümenow. Beim Gouverneurspokal in Kemerowo erreichte er 2012 das Halbfinale und bei der Kombinierte-Pyramide-WM ins Achtelfinale. Im Mai wurde er erstmals kasachischer Meister; im Endspiel in der Freien Pyramide setzte er sich gegen Älibek Omarow mit 7:5 durch. Bis zum Jahresende folgten einige frühe Niederlagen, so etwa bei den Asian Open und beim Kremlin Cup im Sechzehntelfinale, bei der Freie-Pyramide-WM in der Runde der letzten 64 und bei der WM in der Dynamischen Pyramide, an der er 2012 erstmals teilnahm, blieb er in der Vorrunde sieglos.

### 2013–2015: Vizeweltmeister
Zu Beginn des Jahres 2013 erreichte Tschimbajew bei der Kombinierte-Pyramide-WM das Sechzehntelfinale. Einige Wochen später wurde er zum zweiten Mal kasachischer Meister, diesmal in der Dynamischen Pyramide, indem er das Finale mit 7:6 gegen Aidos Tughanbajew gewann. In den beiden anderen Disziplinen schied er auf nationaler Ebene hingegen frühzeitig aus. Nachdem er bei zwei Turnieren in Bischkek und im Bezirk Tülkibas das Viertelfinale erreicht hatte, verpasste er bei der Dynamische-Pyramide-WM mit drei Siegen aus fünf Vorrundenspiel nur knapp den Einzug ins Achtelfinale. Wenig später wurde er gemeinsam mit Aidos Tughanbajew und Asat Tümenow Zweiter bei der kasachischen Mannschaftsmeisterschaft. Ende des Jahres belegte er bei der absoluten kasachischen Meisterschaft den vierten Platz und schied beim Kremlin Cup in der Runde der letzten 128 gegen den späteren Turniersieger Wladislaw Osminin aus.
Bei den kasachischen Meisterschaften 2014 kam er nicht über das Viertelfinale hinaus. Im April 2014 zog Tschimbajew bei den Prince Open ins Finale ein, in dem er dem Usbeken Aleksandr Sidorov mit 5:6 knapp unterlag. Nach über vier Jahren kam er im August 2014 bei einer Weltmeisterschaft erstmals wieder über das Achtelfinale hinaus. Er erreichte in der Kombinierten Pyramide das Viertelfinale und verlor dort gegen Nikita Liwada. In der Dynamischen Pyramide gelangte er bis ins Halbfinale, in dem er seinem Landsmann Däuren Urynbajew unterlag. Im November 2014 erreichte er beim Kremlin Cup und bei der Freie-Pyramide-WM das Achtelfinale. Einen Monat später zog er beim kasachischen Unabhängigkeitspokal ins Endspiel ein, in dem er mit 4:5 gegen Maxim Pan verlor.
Anfang 2015 gewann Tschimbajew die Bronzemedaille bei der kasachischen Meisterschaft in der Kombinierten Pyramide. Bei den beiden anderen nationalen Wettbewerben hingegen scheiterte er im Sechzehntelfinale. Bei der Kombinierte-Pyramide-WM 2015 schied er in der Vorrunde aus. Wenig später belegte er beim Superfinale der Weltmeisterschaften, einem Einladungsturnier der elf besten Spieler der Weltmeisterschaften des Vorjahres, den siebten Platz und erreichte bei den Prince Open und bei der Freie-Pyramide-Europameisterschaft das Viertelfinale. Hingegen schied er bei den Asian Open und beim Kremlin Cup in der Runde der letzten 32 aus. Bei der kasachischen Mannschaftsmeisterschaft wurde er nach 2013 erneut Zweiter, diesmal gemeinsam mit Arbi Muzijew und Älichan Qaranejew. Im Dezember 2015 zog er zum zweiten Mal in ein WM-Finale ein. Bei der Freie-Pyramide-WM hatte er unter anderem Artur Piwtschenko, Arbi Muzijew, Titelverteidiger Serghei Krîjanovski und Däuren Urynbajew besiegt, bevor er sich im Endspiel dem Russen Wladislaw Osminin mit 4:7 geschlagen geben musste.

### Seit 2016: Zweiter Weltmeistertitel
Im Januar 2016 wurde Tschimbajew durch einen 7:5-Finalsieg gegen Däuren Urynbajew kasachischer Meister in der Dynamischen Pyramide. Im selben Jahr gewann er auf nationaler Ebene in den beiden anderen Disziplinen und bei der Mannschaftsmeisterschaft jeweils die Bronzemedaille. Im Februar schied er beim Superfinale der Weltmeisterschaften im Viertelfinale aus und wenige Wochen später bei der Kombinierte-Pyramide-WM in der Runde der letzten 32. Im Oktober gelangte er bei der Dynamische-Pyramide-WM ins Viertelfinale, in dem er gegen Älichan Qaranejew verlor. Wenige Tage später gewann er im Finale gegen Däuren Urynbajew den Titel des absoluten kasachischen Meisters. Kurz danach erzielte er beim Kremlin Cup mit dem Erreichen des Viertelfinales, in dem er gegen Älibek Omarow verlor, sein bis dahin bestes Ergebnis. Bei der Freie-Pyramide-WM 2016 unterlag er im Achtelfinale dem Ukrainer Bohdan Rybalko.
Bei der Kombinierte-Pyramide-WM 2017 schied er in der Runde der letzten 64 aus. Im Mai 2017 zog er beim Moskauer Bürgermeisterpokal ins Endspiel ein und verlor mit 2:6 gegen Sergei Goryslawez. Wenig später schied er bei den Ajara Open in der Runde der letzten 32 aus. Im September 2017 war Russisches Billard erstmals Bestandteil des Sportprogramms bei den Asian Indoor & Martial Arts Games im turkmenischen Aşgabat. Als einer von zwei kasachischen Vertretern nahm Tschimbajew am Freie-Pyramide-Wettbewerb teil und gelangte bis ins Finale, in dem er sich dem Turkmenen Ybabekir Bekdurdyýew mit 1:5 geschlagen geben musste. Im weiteren Verlauf des Jahres erreichte er das Achtelfinale bei den Prince Open und schied beim Savvidi Cup im Sechzehntelfinale und beim Swojaka-Pokal in der Runde der letzten 24 aus.
Anfang 2018 erreichte Tschimbajew beim Freie-Pyramide-Weltcup und bei der Dynamische-Pyramide-WM die Runde der letzten 32. Im Mai 2018 wurde er durch einen 6:2-Finalsieg gegen Schanserik Nijetalijew zum zweiten Mal kasachischer Meister in der Dynamischen Pyramide. Anschließend folgten mehrmals frühe Niederlagen, so etwa bei den Ajara Open und beim Kremlin Cup in der Runde der letzten 32 und beim Savvidi Cup in der Runde der letzten 128. Am Jahresende 2018 folgte auch bei der Freie-Pyramide-WM das Sechzehntelfinalaus.
Im Februar 2019 wurde Tschimbajew zum fünften Mal kasachischer Meister, als er sich im Finale der Kombinierten Pyramide gegen Älibek Omarow mit 6:4 durchsetzte. Wenig später erreichte er bei der Kombinierte-Pyramide-WM das Sechzehntelfinale und schied beim Weltcup in der Runde der letzten 64 aus. Im Mai gewann er bei der nationalen Meisterschaft in der Freien Pyramide die Bronzemedaille. Bei der Freie-Pyramide-WM 2019 schied er nach Niederlagen gegen Kairat Absatarow und Bachtowar Abdullojew sieglos in der Vorrunde aus. Einige Wochen danach erreichte er beim Kremlin Cup das Achtelfinale. Beim Savvidi Cup 2019 unterlag er in der Runde der letzten 32 dem Titelverteidiger Dastan Lepschakow.
Anfang 2020 gewann Tschimbajew durch einen 5:0-Finalsieg gegen Arbi Muzijew den kasachischen Pokal in der Kombinierten Pyramide. In der Dynamischen Pyramide hingegen schied er im Achtelfinale aus.
Bei den kasachischen Meisterschaften 2021 unterlag Tschimbajew in der Kombinierten Pyramide im Finale Almas Äbsejit mit 2:5 und scheiterte in der Freien Pyramide bereits in der Runde der letzten 32. Wenig später erreichte er bei zwei Turnieren in Almaty beziehungsweise Taldyqorghan das Halbfinale. Im August 2021 besiegte Tschimbajew bei der Freie-Pyramide-WM unter anderem Seymur Məmmədov, Iossif Abramow und Uladsislau Radsiwonau und zog ins Finale ein, in dem er durch einen 7:4-Sieg gegen Nikita Liwada zum zweiten Mal Weltmeister wurde. Mit 33 Jahren, 4 Monaten und 15 Tagen war er der bis dahin zweitälteste Weltmeister. Die elf Jahre seit Tschimbajews erstem WM-Sieg 2010 stellten zudem den bis dahin längsten Zeitraum zwischen zwei Titeln eines Spielers dar und nach Älichan Qaranejew war Tschimbajew der zweite Kasache, der in zwei Disziplinen des Russischen Billards Weltmeister wurde.

### Snooker
Tschimbajew spielt gelegentlich auch Snooker. Im Februar 2017 gewann er bei der kasachischen Meisterschaft im 6-Red-Snooker die Bronzemedaille.

## Erfolge

### Finalteilnahmen
| Ergebnis | Jahr | Turnier                                | Finalgegner            | Endstand      |
| -------- | ---- | -------------------------------------- | ---------------------- | ------------- |
| Sieger   | 2010 | Weltmeisterschaft (Komb. Pyr.)         | Kanybek Sagynbajew     | 6:2           |
| Finalist | 2012 | Kasachische Meisterschaft (Komb. Pyr.) | Asat Tümenow           | 4:5           |
| Sieger   | 2012 | Kasachische Meisterschaft (Fr. Pyr.)   | Älibek Omarow          | 7:5           |
| Sieger   | 2013 | Kasachische Meisterschaft (Dyn. Pyr.)  | Aidos Tughanbajew      | 7:6           |
| Finalist | 2014 | Prince Open                            | Aleksandr Sidorov      | 5:6           |
| Finalist | 2014 | Kasachischer Unabhängigkeitspokal      | Maxim Pan              | 4:5           |
| Finalist | 2015 | Weltmeisterschaft (Freie Pyramide)     | Wladislaw Osminin      | 4:7           |
| Sieger   | 2016 | Kasachische Meisterschaft (Dyn. Pyr.)  | Däuren Urynbajew       | 7:5           |
| Sieger   | 2016 | Absolute kasachische Meisterschaft     | Däuren Urynbajew       | 6:5, 5:1, 5:3 |
| Finalist | 2017 | Moskauer Bürgermeisterpokal            | Sergei Goryslawez      | 2:6           |
| Finalist | 2017 | Asian IMA Games – Fr. Pyr.             | Ybabekir Bekdurdyýew   | 1:5           |
| Sieger   | 2018 | Kasachische Meisterschaft (Fr. Pyr.)   | Schanserik Nijetalijew | 6:2           |
| Sieger   | 2019 | Kasachische Meisterschaft (Komb. Pyr.) | Älibek Omarow          | 6:4           |
| Sieger   | 2020 | Kasachischer Pokal (Komb. Pyr.)        | Arbi Muzijew           | 5:0           |
| Finalist | 2021 | Kasachische Meisterschaft (Komb. Pyr.) | Almas Äbsejit          | 2:5           |
| Sieger   | 2021 | Weltmeisterschaft (Freie Pyramide)     | Nikita Liwada          | 7:4           |

### Weitere Erfolge
- Kasachischer Vizemannschaftsmeister: 2013, 2015

## Teilnahmen an Weltmeisterschaften
| Disziplin            | 2008              | 2009              | 2010              | 2011              | 2012 | 2013 | 2014 | 2015 | 2016 | 2017  | 2018  | 2019  | 2020  | 2021  |
| -------------------- | ----------------- | ----------------- | ----------------- | ----------------- | ---- | ---- | ---- | ---- | ---- | ----- | ----- | ----- | ----- | ----- |
| Freie Pyramide       | –                 | –                 | R                 | L64               | L64  | –    | AF   | F    | AF   | n. a. | L32   | R     | n. a. | S     |
| Dynamische Pyramide  | nicht ausgetragen | nicht ausgetragen | nicht ausgetragen | nicht ausgetragen | R    | R    | HF   | –    | VF   | n. a. | L32   | n. a. | n. a. | n. a. |
| Kombinierte Pyramide | R                 | R                 | S                 | AF                | AF   | L32  | VF   | R    | L32  | L64   | n. a. | L32   | n. a. | n. a. |
| Quelle:              |                   |                   |                   |                   |      |      |      |      |      |       |       |       |       |       |

| Legende | Legende                               |
| ------- | ------------------------------------- |
| S       | Sieger                                |
| F       | Finalist                              |
| HF / H  | Halbfinalist                          |
| VF / V  | Viertelfinalist                       |
| AF / A  | Achtelfinalist                        |
| LX      | Niederlage in der Runde der letzten X |
| R2      | Niederlage in Runde 2                 |
| R       | Vorrundenaus/Niederlage in Runde 1    |
| –       | nicht teilgenommen                    |
| n. a.   | nicht ausgetragen                     |